# Кам (район)
Кам (нем. Cham) — район в Германии. Центр района — город Кам. Район входит в землю Бавария. Подчинён административному округу Верхний Пфальц. Занимает площадь 1509,96 км². Население — 130 370 чел. Плотность населения — 86 человек/км².
Официальный код района — 09 3 72.
Район подразделяется на 39 общин.

## Административное устройство

### Городские общины
1. Бад-Кёцтинг (7345)
2. Вальдмюнхен (7189)
3. Кам (17 258)
4. Родинг (11 486)
5. Рёц (3521)
6. Фурт-им-Вальд (9326)

### Ярмарочные общины
1. Лам (2888)
2. Нойкирхен-байм-Хайлиген-Блут (3965)
3. Фалькенштайн (3335)
4. Штамсрид (2234)
5. Эшлькам (3533)

### Сельские общины
1. Арншванг (2015)
2. Аррах (2722)
3. Блайбах (2050)
4. Вайдинг (2601)
5. Вальд (2795)
6. Вальдербах (2078)
7. Ваффенбрунн (2076)
8. Вилльмеринг (2159)
9. Глайсенберг (936)
10. Графенвизен (1650)
11. Камерау (2687)
12. Лоберг (2077)
13. Михельснойкирхен (1793)
14. Мильтах (2359)
15. Пемфлинг (2240)
16. Пёзинг (979)
17. Райхенбах (1202)
18. Реттенбах (1797)
19. Римбах (2056)
20. Рундинг (2349)
21. Тифенбах (2145)
22. Трайчинг (4070)
23. Треффельштайн (1027)
24. Хоэнварт (2080)
25. Цандт (1873)
26. Целль (1853)
27. Шёнталь (2046)
28. Шорндорф (2575)

### Объединения общин
1. Административное сообщество Вайдинг
2. Административное сообщество Вальд
3. Административное сообщество Вальдербах
4. Административное сообщество Тифенбах
5. Административное сообщество Фалькенштайн
6. Административное сообщество Штамсрид

### Упразднённоеобщинное объединение
1. Административное сообщество Графенвизен

## Население
По оценке на 31 декабря 2015 года население района Кам составляет 126 359 чел. 

| Дата      | 1840  | 1871  | 1900  | 1925  | 1939  | 1950   | 1961   | 1970   | 1987   | 2011   |
| --------- | ----- | ----- | ----- | ----- | ----- | ------ | ------ | ------ | ------ | ------ |
| Население | 79712 | 83340 | 89874 | 95315 | 95686 | 125669 | 109998 | 116239 | 121401 | 125689 |

| Год       | 1960   | 1970   | 1980   | 1990   | 2000   | 2009   | 2010   | 2011   | 2012   | 2013   | 2014   | 2015   |
| --------- | ------ | ------ | ------ | ------ | ------ | ------ | ------ | ------ | ------ | ------ | ------ | ------ |
| Население | 109455 | 116472 | 115319 | 126073 | 131035 | 128498 | 128322 | 125504 | 125620 | 125553 | 125844 | 126359 |

## Внешние ссылки
- Официальная страница (нем.)